# Iberolacerta martinezricai
Espèce
Synonymes
- Lacerta cyreni martinezricai Arribas, 1996

Statut de conservation UICN

 CR B2ab(v); C2a(ii) : 
En danger critique
Iberolacerta martinezricai est une espèce de sauriens de la famille des Lacertidae.

## Répartition

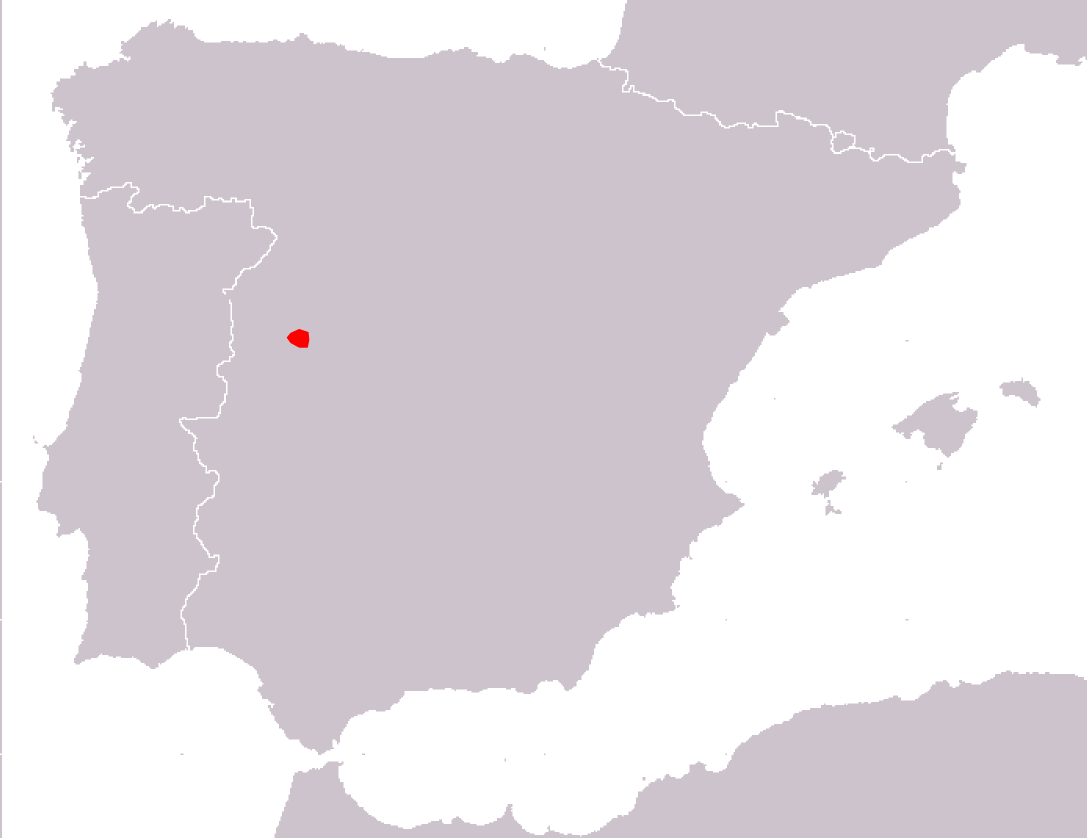
Distribution

Cette espèce est endémique de Castille-et-León en Espagne. Elle se rencontre entre 800 et 1 723 m d'altitude dans la Sierra de Francia.

## Étymologie
Cette espèce est nommée en l'honneur de Juan Pablo Martinez-Rica.

## Publication originale
- Arribas, 1996 : Taxonomic revision of the Iberian Archaeolacertae I: A new interpretation of the geographical variation of Lacerta monticola Boulenger 1905 and Lacerta cyreni Müller & Hellmich 1937 (Squamata: Sauria: Lacertidae). Herpetozoa, vol. 9, p. 31-56.